# Sia (chanteuse)
Pour les articles homonymes, voir Sia et Furler.
Sia, de son vrai nom Sia Furler (née le 18 décembre 1975 à Adélaïde, en Australie-Méridionale), est une auteure-compositrice-interprète, réalisatrice, scénariste et productrice australienne. Elle débute au sein du groupe australien Crisp durant les années 1990 et contribue à trois albums du groupe britannique Zero 7. Depuis 2000, elle mène une carrière solo et collabore avec d'autres artistes.
En 2000, Sia signe au label Dance Pool, dirigé par Sony Music, et publie son deuxième album, Healing Is Difficult l'année suivante. Insatisfaite de la campagne publicitaire menée pour l'album, elle signe avec Go! Beat Records et publie son troisième album, Colour the Small One, en 2004. L'album ayant du mal à tisser un lien avec le grand public, Sia se délocalise à New York en 2005 et commence quelques tournées américaines. Elle publie ses quatrième et cinquième albums, Some People Have Real Problems et We Are Born, en 2008 et 2010 respectivement. Elle s'écarte des tournées et décide de composer avec d'autres artistes. Elle participe à un bon nombre de singles à succès comme Titanium avec David Guetta, Diamonds pour Rihanna et Wild Ones avec Flo Rida.
En 2014, Sia publie son sixième album, 1000 Forms of Fear, grâce auquel elle débute première du Billboard 200. L'album se vend par millions. Sa chanson Chandelier connait un immense succès international. Dès lors, elle a régulièrement mis une perruque qui cache son visage pour protéger sa vie privée. En 2016, elle publie son septième album, This Is Acting, qui comprend le single Cheap Thrills. La même année, elle effectue la tournée Nostalgic for the Present Tour. Elle est récompensée aux ARIA Awards et d'un MTV Video Music Award. Sia revisite également les chants traditionnels de Noël dans son huitième album, Everyday Is Christmas, paru en 2017. Depuis 2018, elle fait partie du trio LSD.

## Biographie

### Jeunesse (1975–1992)
Sia Kate Isobelle Furler naît le 18 décembre 1975 à Adélaïde, en Australie-Méridionale. Elle étudie au North Adelaide Primary School, puis au Adelaide High School, duquel elle sort diplômée en 1994,. Son père, Phil B. Colson, est membre de plusieurs groupes musicaux comme Foreday Riders, Rum Jungle, Fat Time, Jump Back Jack, Mount Lofty Rangers ou encore Men At Work,. Sa mère, Loene Furler, est chanteuse, compositrice et musicienne, ayant également participé aux morceaux musicaux des Mount Lofty Rangers. Ses parents forment ensemble The Soda Jerx, un groupe de rockabilly. Sia Furler est la nièce de l'acteur et chanteur Kevin Colson. Durant une entrevue effectuée en 2008 avec NPR Music, elle explique avoir été influencée par des chanteurs comme Aretha Franklin, Madonna, Stevie Wonder et Sting, qu'elle a largement imités dans son enfance.

### Débuts avec Crisp et premier album solo (1993–1999)
Sia Furler débute en 1993, à l'âge de 17 ans, en tant que chanteuse du groupe australien Crisp, qui réalise deux albums d'acid jazz, Word and the Deal et Delirium, durant les années 1990. Elle est également « topliner » durant un temps, écrivant des paroles ou des mélodies pour d'autres chanteuses. En 1997, elle sort un premier album solo, OnlySee, édité par le label indépendant Flavoured Records.
Son premier single, Taken for Granted, comprend un sample du ballet Roméo et Juliette composé par Sergueï Prokofiev. Édité en juin 2000, il atteint la 10e place du UK Singles Chart, le classement des ventes au Royaume-Uni. L'album Healing Is Difficult est édité en 2002 par DancePool, filiale de Sony Music. Le EP Don't Bring Me Down sort en 2003 sur le label Go! Beat Records, filiale de Universal Music Group. Ce titre est intégré à la bande originale du film 36 quai des Orfèvres, d'Olivier Marchal, sorti en 2004. La même année est commercialisé l'album Colour the Small One, qui reprend ce morceau et comprend aussi le titre The Bully, composé par Beck.

### Healing Is DifficultetColour The Small One(2000–2007)

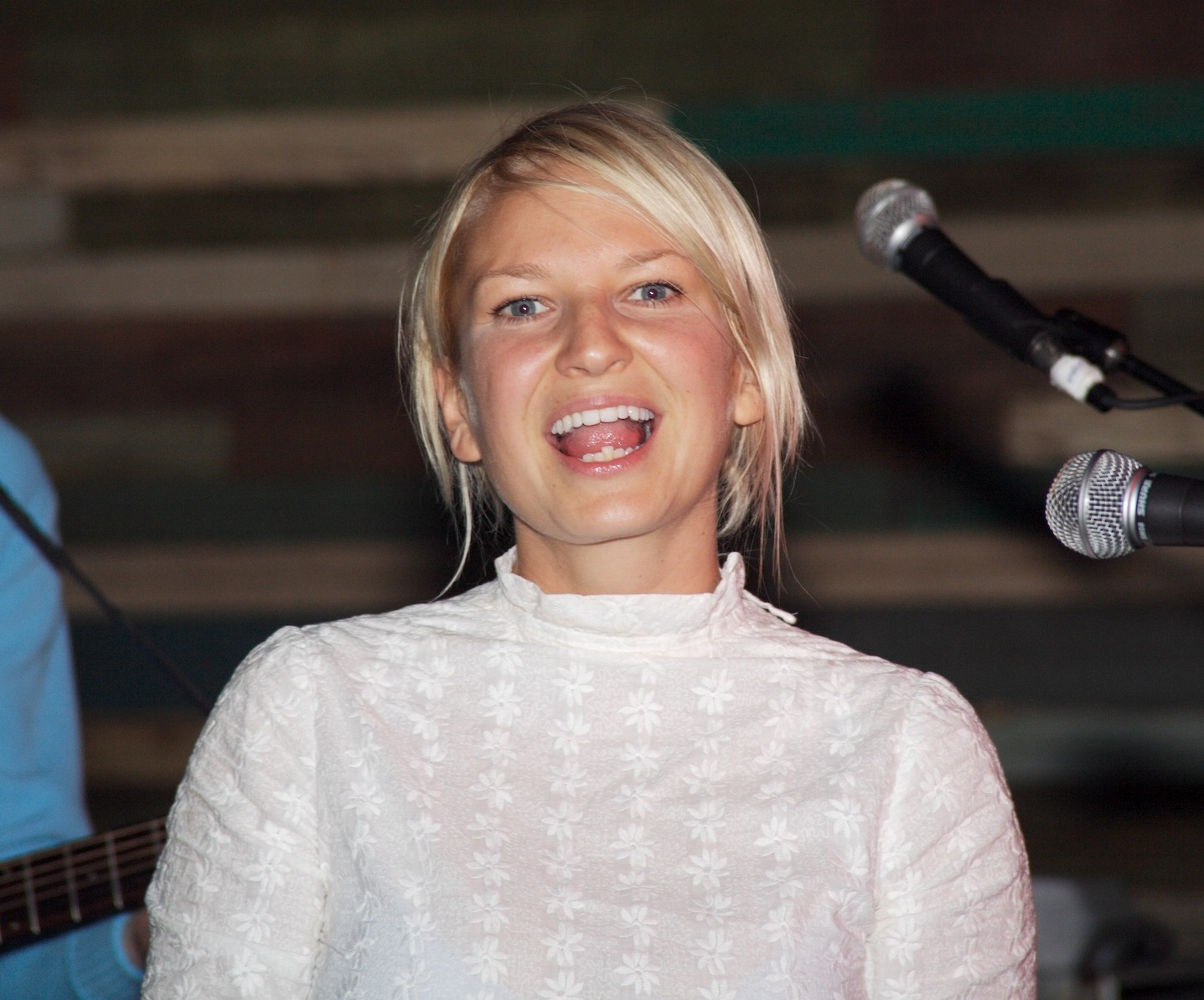
Sia en concert à Austin en 2006.

Sia quitte Adélaïde pour Londres en 1997. Peu avant son arrivée, son petit ami, qu'elle devait rejoindre, meurt après avoir été renversé par une voiture. Elle déclare que son  deuxième album Healing Is Difficult était entièrement consacré à la mort de celui-ci et au désir de surmonter cette épreuve.
Elle se produit comme choriste pour le groupe britannique Jamiroquai. Elle a également fourni les voix principales du groupe de downtempo anglais Zero 7 sur leurs trois premiers albums studio et a fait une tournée avec le groupe. Sur l'album Simple Things de 2001, Sia a écrit la chanson sur deux titres : Destiny et Distractions. Le single Destiny a culminé à la 30e place du classement des singles britanniques. En 2004, elle a chanté pour Zero 7 sur Somersault et Speed Dial No. 2 (de l'album When It Falls). [17] En 2006, Sia a de nouveau collaboré avec Zero 7 pour le troisième album du groupe, The Garden. Elle est donc considérée comme la chanteuse non officielle de Zero 7.
Les singles Breathe Me et Where I Belong sont extraits de l'album. Le premier est popularisé par sa présence dans la bande-son du dernier épisode de la série Six Feet Under, diffusée aux États-Unis par la chaîne de télévision HBO,. Sia quitte Go! Beat Records pour le label Astralwerks, qui édite Colour the Small One sur le marché américain au début de l'année 2006. La chanteuse se produit aux États-Unis pour assurer la promotion de son album.

### Zero 7 et autres singles (2008–2009)

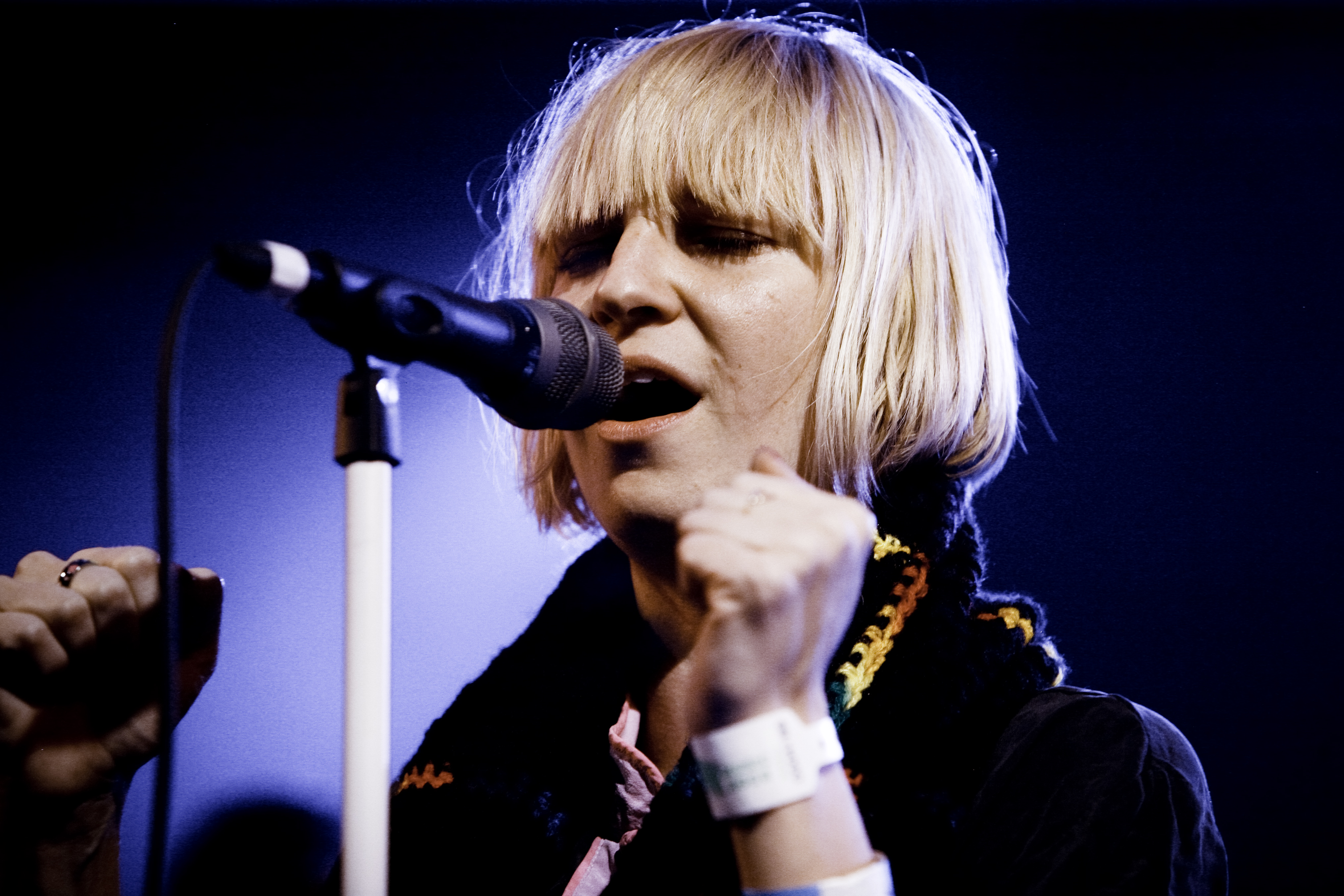
Sia en concert à Austin en 2008.

En 2007, Sia publie un album live intitulé Lady Croissant, qui comprenait huit chansons de sa performance d'avril 2006 au Bowery Ballroom à New York et un nouvel enregistrement en studio, Pictures. Un an plus tard, elle quitte Zero 7 en bons termes, remplacée par Eska Mtungwazi à la tête du groupe. Sia publie son quatrième album studio, Some People Have Real Problems le 8 janvier 2008. L'album culmine à la 41e place en Australie et est certifié or par l'Australian Recording Industry Association. Il figurait au 26e rang du Billboard Hot 200, devenant ainsi le premier album de Sia à figurer aux États-Unis.
Lady Croissant, qui comprend huit morceaux enregistrés en concert agrémentés d'un titre inédit, sort en 2008. L'EP de quatre titres Day Too Soon est édité sur l'iTunes Store. Son troisième album studio, Some People Have Real Problems, est produit par Jimmy Hogarth et édité par Hear Music, filiale de la chaîne de restauration Starbucks. Le disque paraît début 2008 et atteint la 26e place du Billboard 200, le classement des ventes d'albums aux États-Unis,. Le clip du single Buttons devient l'une des vidéos les plus visionnées sur le site de partage YouTube. En 2009 paraît le DVD TV Is My Parent, qui inclut un concert filmé à New York en septembre 2007 et quatre vidéo-clips de morceaux issus de l'album Some People Have Real Problems. Nommé aux ARIA Music Awards, il remporte le prix attribué au meilleur DVD (Best Music DVD).
Alors qu'elle essaie de lancer sa carrière solo, Sia Furler a l'occasion de collaborer avec le groupe britannique de downtempo Zero 7. Elle interprète deux titres figurant sur leur premier album Simple Things, auquel participent également les vocalistes Sophie Barker et Mozez. Destiny et Distractions sont édités en single en 2001. Le duo fait de nouveau appel à elle lors de l'enregistrement de son second album When it Falls, sur lequel Sia interprète Somersault et Speed Dial No. 2. Elle chante également sur six titres de l'album The Garden, sorti en 2006, notamment Throw It All Away et You're My Flame, tous deux édités en single.

### We Are Bornet reconnaissance mondiale (2010–2013)

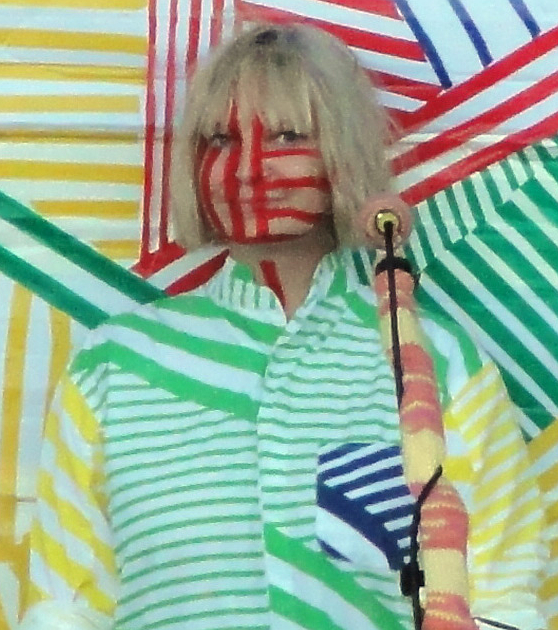
Sia en concert à Melbourne en 2011.

Furler contacte l'agent de Christina Aguilera pour l'enregistrement de Death by Chocolate, et Aguilera contacte Furler en retour. En 2009, Furler et Samuel Dixon collaborent avec Aguilera sur des chansons issues de l'album d'Aguilera, Bionic en 2010. Trois chansons sont des versions standard et la quatrième est incluse sur une édition deluxe. Furler, Aguilera et Dixon coécrivent également Bound to You pour la bande originale du film Burlesque. Bound to You est nommée aux Golden Globes pour meilleure chanson originale. En mai 2011, Sia Furler apparaît dans la première saison de la série américaine The Voice.
Sia Furler fait paraître son cinquième album, We Are Born, le 18 juin 2010. Elle ajoute quelques nouvelles chansons à l'album (You've Changed, The Co-Dependent et Clap Your Hands) lors de ses tournées entre 2009 et 2010. The Co-Dependent est prévue pour être incluse dans un projet d'animation pop, The H-Crusaders. Le premier single de l'album, Clap Your Hands est commercialisé en mai. La chanson You've Changed est diffusée en avant-première le 18 novembre 2009. Elle est composée aux côtés de Lauren Flax, DJ et producteur américain, et est à l'origine commercialisé en 2008 par Flax. Furler la réédite pour We Are Born. You've Changed atteint la 31e place des ARIA Singles Chart. Elle est jouée dans la série Vampire Diaries, tandis que la version vocale et piano du titre I'm in Here est utilisée dans Gossip Girl, Rookie Blue, The Nine Lives of Chloe King et Nikita. You've Changed se classe 72e des Triple J Hottest 100, 2009 ; Bien que le titre Buttons (CSS Remix) ne fut pas disponible avant décembre 2009, il parvint à se placer à la 50e place.
Elle est nommée six fois aux ARIA Music Awards de 2010 et remporte les prix de « meilleur titre indépendant » et « meilleur titre pop » pour We Are Born, tandis que Kris Moyes remporte le prix de « meilleure vidéo de l'année » pour Clap Your Hands,. L'album est nommé « album de l'année » et Clap Your Hands pour « single de l'année ». Clap Your Hands atteint la 17e place des ARIA Singles Chart. Il est nommé dans la catégorie « meilleure chanson de l'année » aux APRA Music Awards de 2011,. L'album est certifié disque d'or par l'Australian Recording Industry Association en 2011 avec 35 000 exemplaires vendus.
En juin 2010, Furler annule par la suite ses participations et concerts et annonce être atteinte du syndrome d'Ehlers-Danlos. Sous traitement, elle revient sur scène dès janvier 2011. Elle joue lors de concerts Big Day Out en Nouvelle-Zélande et en Australie. D'autres tournées australiennes suivent dès février. Sia collabore et prête également sa voix à la chanson Titanium parue le 5 août 2011 dans l'album de David Guetta, Nothing but the Beat. Pour la réédition améliorée de cet album, renommé pour l'occasion Nothing But the Beat 2.0, David Guetta et Sia Furler collaborent une nouvelle fois sur le titre She Wolf qui sera encore un succès en 2012.
Le 30 mars 2012, Sia fait paraître un Best of... en Australie. Il atteint la 27e place des ARIA charts. Elle fait paraître Kill and Run pour la bande originale du film Gatsby le Magnifique. Le 17 juin 2013, Sia Furler remporte l'Urban Work de l'année pour le single I Love It avec Hilltop Hoods et le prix de l'autrice de l'année aux APRA Awards de 2013.

### 1000 Forms of FearetThis Is Acting(2014–2016)

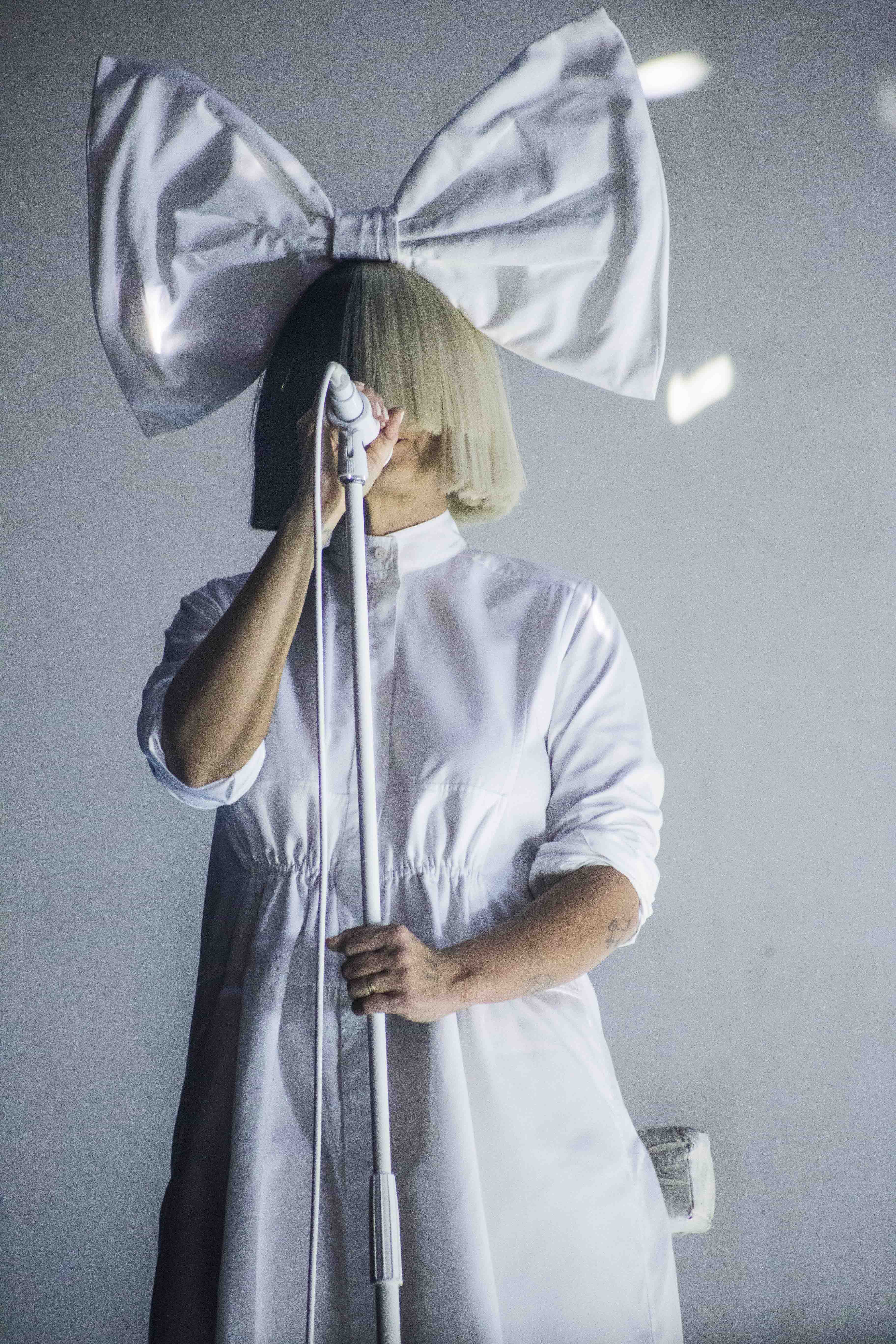
Sia en concert à Boston en 2016.

Le 13 septembre 2013, Sia annonce avoir fini l'enregistrement de son sixième album, aux côtés de Greg Kurstin. L'album est précédé par le single Chandelier, paru le 17 mars 2014. La chanson est co-écrite avec Jesse Shatkin et produite par Greg Kurstin. Ce single est le premier de la chanteuse à atteindre la première place du classement US Dance Club Play. Le 18 avril 2014, le titre de l'album se révèle être 1000 Forms of Fear. Le 14 mai 2014, Sia révèle la couverture, la liste des titres et la date de parution pour le 8 juillet 2014.
Sia participe au titre Beautiful Pain issu de la version deluxe du huitième album d'Eminem, The Marshall Mathers LP 2. Furler coécrit également, à cette période, la chanson de Maroon 5 My Heart Is Open, issu du cinquième album du groupe V. Le 8 juillet 2014, 1000 Forms of Fear est commercialisé à l'international. Il atteint le sommet du US Billboard 200, du Canadian Albums Chart et du Australian Albums Chart. Le 25 août 2014, elle collabore une nouvelle fois avec Eminem et participe au single Guts Over Fear. La chanson est également utilisée dans le film The Equalizer. Le 22 octobre 2014, elle fait paraître un vidéoclip du titre You're Never Fully Dressed Without a Smile.

Acting Deluxe Album (2016)

Son septième album, This Is Acting, dont sont extraits les deux singles Alive et Bird Set Free, sort le 29 janvier 2016. Une réédition de cet album, comprenant trois chansons inédites dont le single The Greatest, sort le 21 octobre 2016.
Dans les clips des chansons Chandelier, Elastic Heart et Big Girls Cry, la jeune Maddie Ziegler, repérée lors de sa participation à l'émission Dance Moms, danse coiffée d'une perruque similaire. Sur le service de diffusion Vevo, le clip de Chandelier compte plus de 2 milliards de vues et celui de Elastic Heart plus de 1 milliard de vues (chiffres d'avril 2019).
Depuis 2014, Sia ne montre plus son visage sur scène ou en interview, le dissimulant la plupart du temps sous une perruque de couleur blanche et noire. Lors d'un entretien pour le magazine Interview, Sia expliqua à Kristen Wiig que son souhait de ne pas montrer son visage est motivé par le besoin de protéger sa vie privée et par son choix de ne pas adopter le mode de vie d'une célébrité : « J'essaye de conserver un certain contrôle de mon image. Et j'ai droit à un minimum de vie privée. Je n'aime pas non plus être montrée du doigt, ou que les gens voient si j'ai pris ou perdu 5 kilos, ou si l'une de mes extensions capillaires s'est détachée, ou bien si mon fond de teint a été bâclé. La plupart des gens n'ont pas à subir cette pression, et j'aimerais que ce soit également mon cas. »

### Everyday Is Christmaset neuvième album (2017–2021)
En août 2017, Sia change de label discographique et rejoint Atlantic Records. Le label annonce la sortie pour l'hiver 2017 d'un album studio composé de chansons originales sur Noël. L'album, intitulé Everyday Is Christmas, sort le 17 novembre 2017. Le premier extrait, Santa's Coming for Us, sort en avant-première le 30 octobre. Le second extrait, Snowman, sort le 9 novembre. Il se classe 3e du Holiday Digital Song Sales Chart du Billboard.
Sia dévoile le nom, la tracklist et la couverture de l'album le 16 octobre. Le clip de Santa's Coming for Us est présenté le 22 novembre 2017. Les comédiens Kristen Bell, Dax Shepard, Caleb McLaughlin, Henry Winkler, Susan Lucci, Sophia Lillis et Wyatt Oleff y participent. La chanson sert de générique de fin au film franco-belge Santa et Cie (2017) d'Alain Chabat.
En 2019, Sia annonce qu'elle réalisera son propre film intitulé Music avec au casting Kate Hudson, Maddie Ziegler et Leslie Odom Jr. Elle annonce aussi qu'elle a écrit et composé 10 nouvelles chansons pour un 9e album qui sera intitulé Reasonable Woman. Le 10 mai 2020, Sia sort le premier single Together extrait du film Music. Le film devrait sortir le 12 février 2021 aux États-Unis et le 9 mars en vod en France. Le 12 février 2021, Sia sort son 9e album, Music - Songs from and Inspired by the Original Motion Picture.

### Retraite etReasonable Woman(depuis 2022)
En 2022, la chanteuse poste sur les réseaux sociaux et dans une interview à Variety qu'elle souhaite prendre sa retraite après la sortie du film Music, pour raisons de santé mais aussi pour profiter de sa vie de famille. Elle précise toutefois que, même après son départ, deux albums sont d'ores et déjà prêts et qu'ils sortiront dans les années à venir, mais que ce seront les tout derniers. L'un d'eux est annoncé sous le titre de Reasonable Woman, et le premier single, Gimme Love, sort en septembre 2023. Le second, chanté en duo avec Kylie Minogue, intitulé Dance Alone, sort en février 2024, et Sia en profite pour annoncer la sortie de l'album complet le 3 mai 2024.

## Vie personnelle
Sia Furler cache son visage dans les médias pour le respect de sa vie privée, notamment sur scène à l'aide d'une perruque lui couvrant le visage.
Sia est végane[source secondaire souhaitée] et participe à une publicité de PETA avec son chien Pantera, pour encourager la stérilisation des animaux domestiques afin de réduire le nombre de reproductions non voulues, responsables de nombreux abandons d'animaux[source insuffisante].

### Vie amoureuse et familiale
De 2008 à mars 2011, elle vit avec JD Samson (en) du groupe américain Le Tigre. En 2008, elle évoque sa bisexualité dans la presse. En 2013, elle écrit sur Twitter être queer. En 2014, elle est mariée au réalisateur Erik Anders Lang. Ils se séparent en 2016, désirant simplement rester de bons amis,. Après cette séparation, Sia décide de vivre seule jusqu'à la fin de sa vie.
En mai 2020, Sia annonce avoir adopté deux garçons âgés de 18 ans en 2019. Ces adolescents vivaient sans repères et n'avaient plus l'âge d'intégrer une famille d'accueil, alors la chanteuse a décidé de les prendre sous son aile. Quelques mois plus tard, en juillet 2020, la chanteuse a annoncé être devenue grand-mère pour la première fois,. En 2023, Sia épouse en Italie Dan Bernard. Le 27 mars 2024, ils accueillent un enfant ensemble, nommé Somersault Wonder Bernard. Le 19 mars 2025, la chanteuse demande le divorce. Le couple se sépare après deux ans de mariage.

### Santé
En 2004, Sia souffre de dépression, liée à l'alcoolodépendance et à une addiction aux antalgiques,, qui la mènent à penser au suicide et même à écrire une lettre d'adieu.
En octobre 2019, elle annonce sur son compte Twitter être atteinte du syndrome d'Ehlers-Danlos, une maladie génétique entraînant des douleurs articulaires. Il s'agit d'une maladie rare touchant une personne sur 5 000 dans le monde.
En mai 2023, Sia confie avoir été diagnostiquée sur le spectre de l'autisme en 2021.

## Autres chansons

### Collaborations avec d'autres artistes
Sia enregistre un duo avec Katie Noonan, sans qu'il ne voie le jour sur leurs albums respectifs. En 2008, elle apparaît sur l'album Corner of an Endless Road du chanteur australien Lior. En 2009, elle écrit et compose des chansons pour la chanteuse américaine Christina Aguilera. Elle enregistre quatre chansons de Sia (All I Need, I Am, You Lost Me, Stronger Than Ever) sur l'album Bionic (2010) et une autre (Bound To You) est présente dans l'album Burlesque. Dans Lotus, le septième album de la chanteuse, elle écrit Blank Page.
En 2011, elle collabore avec David Guetta pour l'album Nothing but the Beat, qui sort le 29 août. La chanteuse y interprète le titre Titanium, quatrième single extrait de ce disque. Le 16 décembre, elle publie sur sa page Facebook le titre Wild Ones, en duo avec Flo Rida. En 2012, elle collabore à nouveau avec David Guetta sur le titre She Wolf (Falling to Pieces), sorti le 7 août, puis participe au 7e album de la chanteuse Rihanna, pour lequel elle écrit et compose notamment le titre Diamonds sorti le 26 septembre. Elle a également révélé qu'elle avait collaboré avec Kesha sur son second album, Warrior.
En 2013, elle écrit et compose pour Céline Dion une chanson intitulée Loved Me Back to Life. La chanson est le premier single de l'album du même nom. Le titre, alors rendu public par la vidéo d'un fan de la diva québécoise diffusé sur YouTube, est relayé partout dans le monde et obtient un franc succès critique et public en quelques heures. Elle collabore également à l'album Britney Jean de Britney Spears et avec Eminem sur une chanson de son album Marshall Mathers LP 2, Beautiful Pain. Elle participe aussi à l'écriture du premier album de Lea Michele, Louder, avec notamment quatre titres, Cannonball (1er single), Battlefield, You're Mine et If You Say So. Elle collabore aussi avec la chanteuse Tal, en ayant composé son titre À l'infini sur l'album du même nom.
En 2014, elle participe à l'album Listen de David Guetta en interprétant Bang My Head et The Whisperer. En 2015, elle a écrit et composé la chanson Freeze You Out interprétée par Marina Kaye. Ce titre est inclus dans son album Fearless. Elle collabore aussi avec le rappeur congolais Maître Gims sur le titre Je te pardonne pour l'album Mon cœur avait raison de ce dernier.
En 2018 sort une cinquième collaboration entre Sia et David Guetta, intitulée Flames, puis une sixième collaboration intitulée Light Headed. Début mai, elle annonce la création d'un supergroupe avec la collaboration de l'artiste britannique Labrinth et Diplo. Le groupe se nomme LSD, sigle des initiales des noms des artistes et en référence à la musique qu'il propose : un univers très coloré, très pop, planant et stupéfiant. Leur premier single, Genius, est sorti le 4 mai et leur second, Audio, le 10 mai. Un troisième single, Thunderclouds, est sorti à la rentrée 2018 et un quatrième single intitulé Mountains, fut mis en ligne en novembre 2018.
En 2020, sort Let's Love, la septième collaboration entre Sia et David Guetta. La même année, elle apparaît sur l'album Map of the Soul: 7 du groupe sud-coréen BTS dans lequel elle participe à la chanson ON. En 2021, sort la huitième collaboration entre Sia et David Guetta, intitulée Floating Through Space. En juillet 2021, elle annonce la sortie d'une collaboration avec le chanteur Amir, intitulée 1+1 remixé par Banx and Ranx ; le titre sort le 13 juillet. En novembre 2021, sort Fly Me to the Moon, une collaboration entre Sia et Square Enix reprenant la chanson d'amour du compositeur Bart Howard, avec pour objectif de célébrer l'extension Endwalker de Final Fantasy XIV[réf. nécessaire]. En mars 2025, sort la neuvième collaboration entre Sia et David Guetta, intitulée Beautiful People.

### Chansons pour le cinéma
Cette section ne s'appuie pas, ou pas assez, sur des sources secondaires ou tertiaires indépendantes du sujet. Le texte peut contenir des analyses inexactes ou inédites de sources primaires.
Pour l'améliorer, ajoutez-en, ou placez des modèles {{Source secondaire souhaitée}} ou {{Source secondaire nécessaire}} sur les passages mal sourcés. (mai 2022)
Sia participe à de nombreuses bandes originales, offrant des titres inédits et reprises à plusieurs films.
- 2004 : pour le film 36 Quai des Orfèvres d'Olivier Marchal, dans lequel on peut entendre le titre Don't Bring Me Down intégré à l'album Colour The Smal One la même année.
- 2005 : dans Six Feet Under, la chanson Breathe Me illustre la scène finale de la série télévisée.
- 2008 : Sia a collaboré avec The Bird and the Bee, sur leur reprise de How Deep Is Your Love figurant sur la bande originale du film Sex and the City réalisé par Michael Patrick King.
- 2010 : Le titre My love, utilisé dans le film Twilight, chapitre III : Hésitation, troisième opus de la saga Twilight.
- 2013 : pour le film Gatsby le Magnifique de Baz Luhrmann, Sia a enregistré un titre inédit composé pour l'occasion : Kill And Run.
- 2013 : Sia a composé une musique pour la bande originale de Hunger Games : L'Embrasement, en coopération avec Diplo et The Weeknd, intitulée Elastic Heart.
- 2014 : Sia a co-produit l'album tiré de la bande-originale du film musical Annie de Will Gluck. Elle a offert trois titres originaux mais elle a également ré-arrangé trois morceaux cultes de la comédie originale de Broadway.
- 2014 : Sia chante avec Eminem la chanson Guts Over Fear, pour le film Equalizer de Antoine Fuqua avec Denzel Washington.
- 2015 : pour le film San Andreas de Brad Peyton avec Dwayne Johnson, Sia a enregistré une version lente du tube des Mamas and the Papas : California Dreamin'.
- 2015 : dans Cinquante Nuances de Grey (Fifty Shades of Grey) de Sam Taylor-Wood, Sia offre le titre inédit Salted Wound.
- 2016 : dans le film d'animation Zootopie, la chanson Try Everything interprétée par Shakira est composée par Sia.
- 2016 : La Jeune Fille et son aigle (The Eagle Huntress) de Otto Bell, Sia chante Angel By The Wings.
- 2016 : pour le générique du film d'animation Le Monde de Dory, Sia reprend la chanson Unforgettable de Nat King Cole.
- 2016 : dans The Neon Demon, film de Nicolas Winding Refn, la chanson Waving Goodbye de Sia s’ajoute à la bande originale de Cliff Martinez.
- 2016 : dans le film d'animation Ballerina, Sia chante Suitcase.
- 2016 : pour le film Lion de Garth Davis, avec Dev Patel et Nicole Kidman, Sia chante Never Give Up.
- 2016 : dans Star Trek : Sans limites, film réalisé par Justin Lin, Rihanna interprète Sledgehammer, chanson co-écrite par Robyn Fenty, Sia et Jesse Shatkin (en). La chanson n'est pas présente sur l'album de la bande originale.
- 2017 : pour Cinquante Nuances plus sombres, Sia offre un titre inédit : Helium.
- 2017 : pour Wonder Woman réalisé par Patty Jenkins, Sia partage le titre To Be Human avec le chanteur londonien Labrinth.
- 2017 : pour le film d'animation My Little Pony réalisé par Jayson Thiessen, Sia chante Rainbow.
- 2017 : la chanson Santa's Coming For Us de l'album Everyday Is Christmas est utilisée dans le film Santa et Cie d'Alain Chabat.
- 2020 : pour la bande originale du film Le Voyage du Docteur Dolittle, Sia sort exclusivement le single Original.
- 2020 : pour son propre film Music, Sia sort le single Together le 20 mai 2020.

## Discographie

### Albums studio
- 1997 : OnlySee
- 2001 : Healing Is Difficult
- 2004 : Colour the Small One
- 2008 : Some People Have Real Problems
- 2010 : We Are Born
- 2014 : 1000 Forms of Fear
- 2016 : This Is Acting
- 2017 : Everyday Is Christmas
- 2021 : Music – Songs from and Inspired by the Motion Picture
- 2024 : Reasonable Woman

## Filmographie

### Actrice
- 2004 : Piccadilly Jim (en) de John McKay (en) - chanteuse de bar (caméo)
- 2014 : Annie de Will Gluck : femme du refuge animalier (caméo)
- 2017 : My Little Pony (film d'animation) de Jayson Thiessen - Songbird Serenade (voix)
- 2018 : Pierre Lapin de Will Gluck - Madame Piquedru (voix)
- 2018 : Dominion (documentaire) Chris Delforce - narratrice (voix)
- 2018 : Charming (en) (film d'animation) de Ross Venokur : Oracle (voix)
- 2021 : Pierre Lapin 2 : Panique en ville de Will Gluck : Madame Piquedru (voix)
- 2021 : Music d'elle-même : elle-même

### Réalisatrice
- 2021 : Music - également coscénariste et coproductrice

## Utilisations de ses chansons

### Au cinéma
- 2004 : Don't Bring Me Down, extrait de l'album Colour the Small One, figure sur la bande originale du film français 36, Quai des Orfèvres d'Olivier Marchal[62].
- 2010 : My Love dans la bande originale de Twilight, chapitre III : Hésitation
- 2014 : dans Bande de filles de Céline Sciamma, on trouve le tube de Rihanna Diamonds, dont Sia est la compositrice et la parolière.
- 2017 : dans My Little Pony, le film, Sia interprète et a inspiré le personnage de Songbird Serenade (Melody Colibri dans la version québécoise). Chanteuse dans le film, le personnage possède une frange qui lui masque le visage, comme Sia. Elle interprète une partie de la bande originale.
- 2017 : Dans Santa et Cie d'Alain Chabat, Santa’s coming for us est utilisé dans la bande-annonce et dans le générique de fin.
- 2022 : Dans La Main (Talk to me) de Danny et Michael Philippou, le morceau Chandelier est utilisé dans l'une des scènes du film.

### Spots publicitaires
- Le morceau Breathe Me, popularisé par la série américaine Six Feet Under, est également choisi par Ubisoft pour illustrer la bande-annonce du jeu Prince of Persia[63].
- My Love est utilisé dans un spot de la marque Contrex.
- La chanson Numb de son album Colour The Small One est reprise dans plusieurs des vidéos de promotion de la station de sports d'hiver Les Gets (France) et apparaissait également dans l'ancienne version du site web de la station, sur la page d'accueil.
- En 2017, Dior diffuse un film publicitaire réalisé par Emmanuel Cossu avec Natalie Portman, pour faire la promotion de l'eau de parfum Miss Dior. La musique de la publicité est Chandelier[64].
- Son titre Unstoppable sert de support à la publicité pour le parfum de Lancôme Idôle.
- Guerlain choisit le titre Courage to Change pour la publicité de son parfum Aqua Allegoria.